# Molnár József (plébános, 1819–1874)
Molnár József (Söpte, 1819. június 9. – Olad, 1874. december 8.) római katolikus plébános. 

## Életútja
A szombathelyi püspökmegyében lett pap; 1847 szeptemberében pappá szentelték és ezután Oladon volt 1849 márciusától káplán, majd augusztustól ugyanitt plébános, egészen haláláig. A Magyar Sion szerint a költészet szorgalmas művelője volt. Tóth József (sz. 1927) szombathelyi helytörténész Molnár Józsefet a 19. század közepének legjelentősebb vasi írójáként jellemzi, szerinte neve azért merülhetett feledésbe, mert álnéven írt, „nem nevét, hanem elvét, annak szellemét kívánta örökül hagyni".

## Munkái
- Egyházi énekek a római kath. szentegyház istentiszteletének minden ágára. Kiadta Réfy Lajos. Zalaegerszeg, 1864.
- Harmincz évem irodalmai termékei. Szombathely, 1873. (Költemények, beszélyek, életrajzok és vegyes cikkek.)